# Phylica keetii
Phylica keetii är en brakvedsväxtart som beskrevs av Neville Stuart Pillans. Phylica keetii ingår i släktet Phylica och familjen brakvedsväxter. Utöver nominatformen finns också underarten P. k. mollis.